# James Hazen Hyde

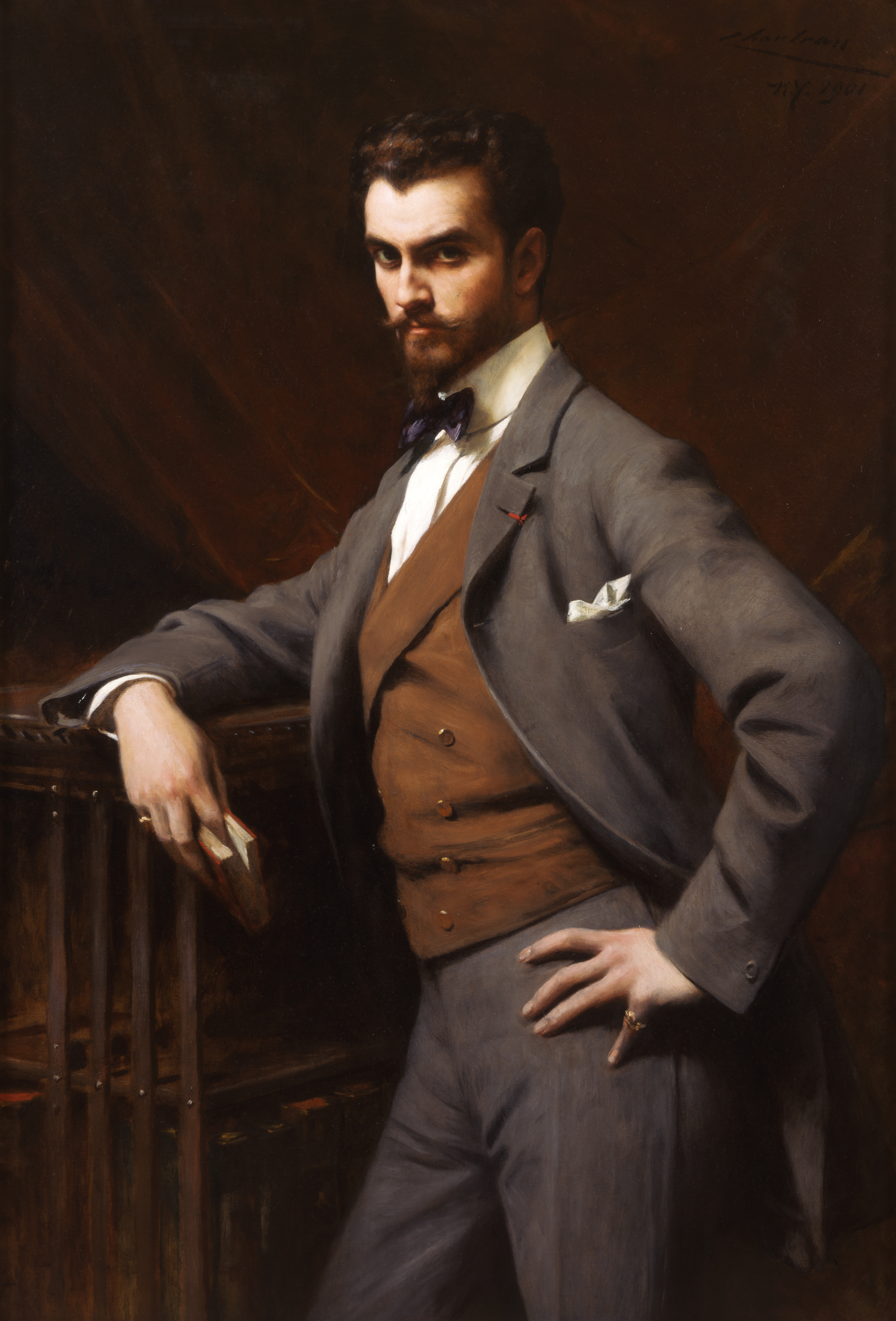
Théobald Chartran: Porträt von James Hazen Hyde, Öl auf Leinwand, 1901

James Hazen Hyde (* 6. Juni 1876 in Manhattan, New York City, New York; † 26. Juli 1959 in Saratoga Springs, New York) war ein US-amerikanischer Millionen-Erbe und gehörte zur High Society der New Yorker Gesellschaft an.

## Leben
James Hazen Hyde war der Sohn des Millionärs Henry Baldwin Hyde (1834–1899), Gründer der Lebensversicherung The Equitable Life. Nach dem Tod seines Vaters erbte der erst 23-jährige Hyde die Mehrheitsanteile an der Versicherung im geschätzten Wert von fast 8 Milliarden US-Dollar. Der attraktive Dandy war bekannt für seine eleganten und teuren Bankette, Gartenparties, Dinners und Kostümfeste zu denen nur handverlesenen Gäste aus den reichsten und vornehmsten Familien der New Yorker Gesellschaft eingeladen wurden und füllte die Gesellschaftsspalten der Zeitungen.
Im Jahr 1905 wurde Hyde durch eine Hetzkampagne, inszeniert von den Vorstandsmitgliedern E. H. Harriman, Henry Clay Frick und J. P. Morgan und dem Vorstandspräsidenten James Waddell Alexander fälschlicherweise beschuldigt, einen Kostümball für 200.000 Dollar über das Versicherungsunternehmen finanziert zu haben. Hyde fand sich bald in einem Strudel von Anschuldigungen gesetzwidriges Vergehen (Corporate malfeasance) wieder. Die schockierende Enthüllungen verursachten fast eine Panik an der Wall Street und führte später zu einer Untersuchung der gesamten Versicherungsbranche durch den Bundesstaat New York. Am Ende musste Hyde seine Firmenanteile verkaufen und wanderte nach Frankreich aus.
Im Jahr 1940 kehrte Hyde nach 35 Jahren Verbannung zurück nach New York, der Grund war die deutsche Besetzung Frankreichs. Hier verlebte er seinen Lebensabend in Wohlstand in einer luxuriösen Villa in Manhattan. James Hazen Hyde, der drei Mal verheiratet war, wurde auf dem Friedhof Calverton National Cemetery auf Long Island bestattet.